# Trois Sonates pour piano, opus 40 de Clementi
Pour les articles homonymes, voir Sonate pour piano (homonymie).
Les Trois Sonate pour piano, op. 40 sont un ensemble de trois sonates de Muzio Clementi. Elles ont été publiées en 1802 à Londres.

## Structure des sonates

### Sonate pour pianono1
La première sonate, en sol majeur, est composée de quatre mouvements :
1. Allegro molto vivace (à )
2. Adagio molto sostenuto e cantabile (à 
)
3. Allegro (à 
)
4. Finale - Presto (à )

### Sonate pour pianono2
La deuxième sonate, en si mineur, est composée de deux mouvements :
1. Molto adagio e sostenuto (à 
) - Allegro con fuoco e con espressivo (à 
)
2. Largo mesto e patatico (à 
) - Allegro (à 
) - Presto (à 
)

### Sonate pour pianono3
La troisième sonate, en ré mineur, est composée de trois mouvements :
1. Molto adagio e sostenuto (à 
) - Allegro (à )
2. Adagio con molta espressione (à 
)
3. Allegro (à 
)